# Feuerwehrknoten
Feuerwehrknoten sind Knoten, die im Feuerwehrdienst erforderlich werden können.
Bei der Feuerwehr dienen die Knoten dazu, Gegenstände festzubinden oder gegen Umfallen und Wegrutschen zu sichern. Sie können auch zum Anschlagen von Lasten oder Werkzeugen verwendet werden. Es sollen durch die Knoten sichere Verbindungen hergestellt werden, die anschließend einfach zu lösen sind.
Einige Knoten werden auch zur Menschenrettung, beim Selbstretten oder bei der Absturzsicherung eingesetzt. Für einige Knoten werden verschiedene Namen verwendet (z. B. entspricht der Palstek dem Feuerwehrrettungsknoten). Aus der Vielzahl von Knoten werden hier die gebräuchlichsten aufgeführt.

## In Deutschland eingesetzte Feuerwehrknoten
Für Deutschland werden in der Feuerwehr-Dienstvorschrift 1 die Knoten beschrieben, die in Einsatz und Übung verwendet werden sollen. In Sondereinheiten (z. B. Höhenrettungsgruppen) können zusätzliche Knoten verwendet werden, die keinen Eingang in die Feuerwehr-Dienstvorschriften gefunden haben.
| Abbildung                                 | Name laut FwDV                     | siehe                                             | Verwendung |
| ----------------------------------------- | ---------------------------------- | ------------------------------------------------- | --- |
| Halbschlag                                | Halbschlag                         | Halbschlag                                        | - zum Führen von Geräten beim Heraufziehen - als Sicherungsknoten vor Kupplungen beim Verlegen einer Saugleitung |
| doppelter Ankerstich                      | Doppelter Ankerstich               | Ankerstich                                        | - Hochziehen von Werkzeug |
| Zimmermannsschlag                         | Zimmermannsschlag                  | Zimmermannsstek                                   | - Dient als Sicherungsknoten zum Abseilen - Hochziehen von Lasten - Befestigen der Sicherungsleine am Saugkorb |
| Spierenstich                              | Spierenstich                       | Spierenstich                                      | - Sicherung eines bestehenden Knotens |
| Foto eines vollständigen Mastwurfs        | Mastwurf                           | Webeleinenstek                                    | - zum Anseilen von Geräten beim Hochziehen oder Ablassen - zum Anschlagen der Leine an einen Festpunkt Das freie Ende ist mit einem Spierenstich zu sichern. |
| Achterknoten · Achterknoten               | Achterknoten                       | Achterknoten (Schlaufe) Achterknoten (Verbindung) | - Verhindern des Seilauslaufens aus einer Öse oder einem Beschlag - zum Einbinden in das Gurtzeug des Absturzsicherungs- oder Höhenrettungssatzes - als Befestigungsknoten an einem Festpunkt - Schaffung eines Anschlagpunktes - zum Verbinden zweier Leinen |
| einfacher Schotenstich                    | Schotenstich                       | Schotstek                                         | - Verbindung von zwei Leinen (mit oder ohne Aufziehschlaufe) - In Verbindung mit Spierenstich als Sicherungsknoten für den Brustbund verwendet |
| Halbmastwurf mit Karabinerhaken           | Halbmastwurf                       | Halbmastwurf                                      | - Seilbremse beim Abseilen bei der Selbstrettung, Höhen- und Absturzsicherung |
| einfacher Palstek (außenliegend geknüpft) | Pfahlstich, Teil des „Brustbundes“ | Palstek, Brustbund                                | - Der Pfahlstich ist Teil des Brustbundes (früher „Feuerwehrrettungsknotens“). Da sich der Pfahlstich nicht zuzieht, wird der Brustbund auf der Brust der zu rettenden Person mit diesem Knoten geschlossen. Das freie Ende ist in der Folge mit einem Spierenstich zu sichern. - Der Brustbund darf nur eingesetzt werden, wenn kein „Gerätesatz Absturzsicherung“ mehr verfügbar ist. |

Der früher in Deutschland weit verbreitete Kreuzknoten ist in der aktuellen FwDV 1 nicht mehr aufgeführt und ab diesem Zeitpunkt nicht mehr anzuwenden. Zum Verbinden von Leinen im Feuerwehrdienst sind nunmehr der Schotenstich und der Achterknoten vorgesehen.

## Geschichte
Grundsätzlich sollen alle Knoten, die der Sicherung und dem Transport von Personen und schweren Lasten dienen, eine hohe Sicherheit gegen unbeabsichtigte Lösung oder Schwächung des Materials aufweisen. Dies war bis zur Einführung der Feuerwehr-Dienstvorschrift (FwDV) 1 im Jahr 2006 bei den aufgeführten Knoten nicht immer der Fall. Insbesondere wurde hierdurch folgendes geregelt:
- Die Verwendung eines Gerätesets Absturzsicherung ist einem Einsatz der Feuerwehrleine vorzuziehen.
- Der unzureichende Kreuzknoten[2] wurde durch den Achterknoten und den Schotenstich ersetzt.